# Das Pferd und der Wolf

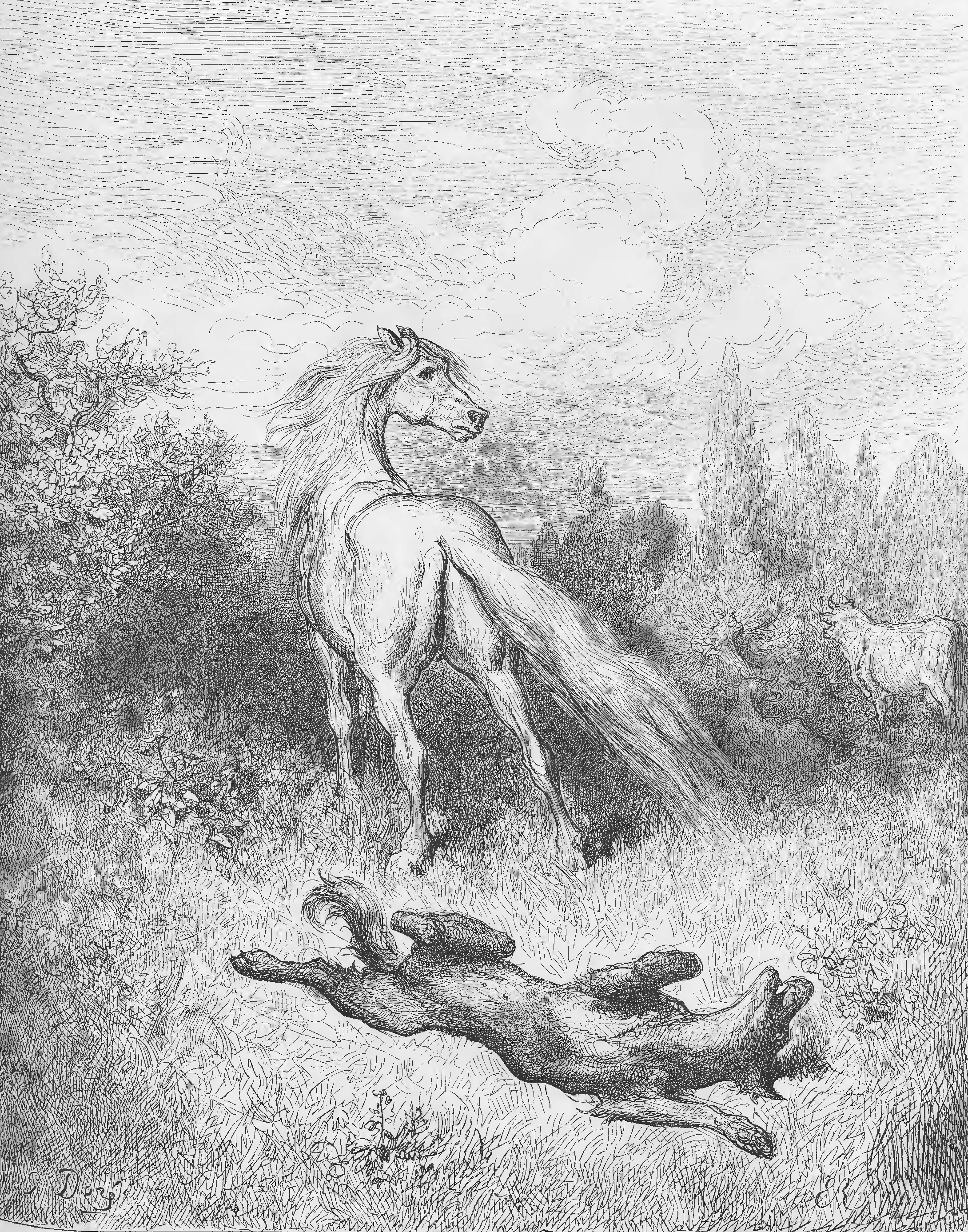

Das Pferd und der Wolf (französisch: Le Cheval et le Loup) ist die achte Fabel im fünften Buch der Fabelsammlung des französischen Dichters Jean de La Fontaine.
Ein hungriger Wolf sieht ein Pferd auf einer Weide und überlegt wie er es erlegen könnte, da ihm bewusst ist, dass das Pferd nicht dumm ist. Er stellt sich dem Pferd als berühmter Arzt vor, der auch das Pferd heilen könne, sofern es ihm verrate, wo es Schmerzen habe. Als das Pferd behauptet, es habe ein Geschwür am Huf, glaubt der Wolf die Gelegenheit nutzen zu können, sich dem Pferd zu nähern und es anzufallen. Das Pferd tritt jedoch dem Wolf gegen das Gebiss und bricht ihm den Kiefer.

## Moral und Interpretation
Diese Fabel behandelt das Thema vom betrogenen Betrüger. Die menschliche Parallele ist stark präsent, da zu Beginn des Gedichts der Wolf als eine bestimmte Art von Mensch beschrieben wird: ein erfahrener Jäger mit eigener Speisekammer. Als er das Pferd auf einem Feld sieht, denkt er „Warum bist du kein Schaf?“ Dass er menschlich von sich selbst denkt, wird durch seinen Neid auf den glücklichen Jäger bestätigt, der dieses Stück Fleisch in seiner Speisekammer am Haken hängen lassen wird – dies impliziert, dass auch der Wolf seinen Metzgerhaken hat. Als Nächstes wird der Wolf zu einem Betrüger. Er schätzt sein potenzielles Opfer ein und sagt sich, dass er eine List anwenden muss, um diese Beute zu fangen – eine weitere menschliche Parallele, da der Wolf mit einem Mann verglichen wird, der eine Rolle spielt. Er gibt vor, ein Arzt zu sein, spielt die Rolle mit Überzeugung und liefert ein lebhaftes Porträt eines Moliéresque-Quacksalbers. Er hält eine lange Rede voller medizinischer Fachsprache und Schmeichelei, indem er anbietet, das Pferd kostenlos zu heilen. Er schmeichelt seiner Beute und spricht das Pferd als (spanischer) Dom Coursier an (zu der Zeit war Spanien allgemein als Herkunft hervorragender Pferde bekannt). Die angebotene kostenlose Behandlung kann das Pferd vernünftigerweise nicht ablehnen. Das Pferd gibt vor beeindruckt zu sein und, dass es krank ist, einen Abszess im Huf habe. Der Heuchler gibt vor, ein wohlwollender älterer Mann zu sein (mon fils / mein Sohn); er behauptet, erfahren zu sein, und schmeichelt wieder der Pferderasse.
Als das Pferd ihm gegen die Zähne tritt, während er den nicht existierenden Abszess untersucht, sagt sich der Wolf reumütig, dass er es verdient hat: [Sie wollten Kräuterkenner werden, / aber Sie waren nie mehr als ein Metzger]. Die menschlichen Bilder sind für diese Fabel wesentlich: Es ist nur zu natürlich, dass ein Wolf versucht, sich an einem Pferd sattzufressen, und dass sich das Pferd verteidigt. Die menschliche Bildsprache, in der der Wolf in seiner menschlichen Rolle versucht, das Pferd zu überlisten, führt den gesamten Aspekt der Fabel ein, der wiederum die Botschaft vermittelt.